# Diabasa

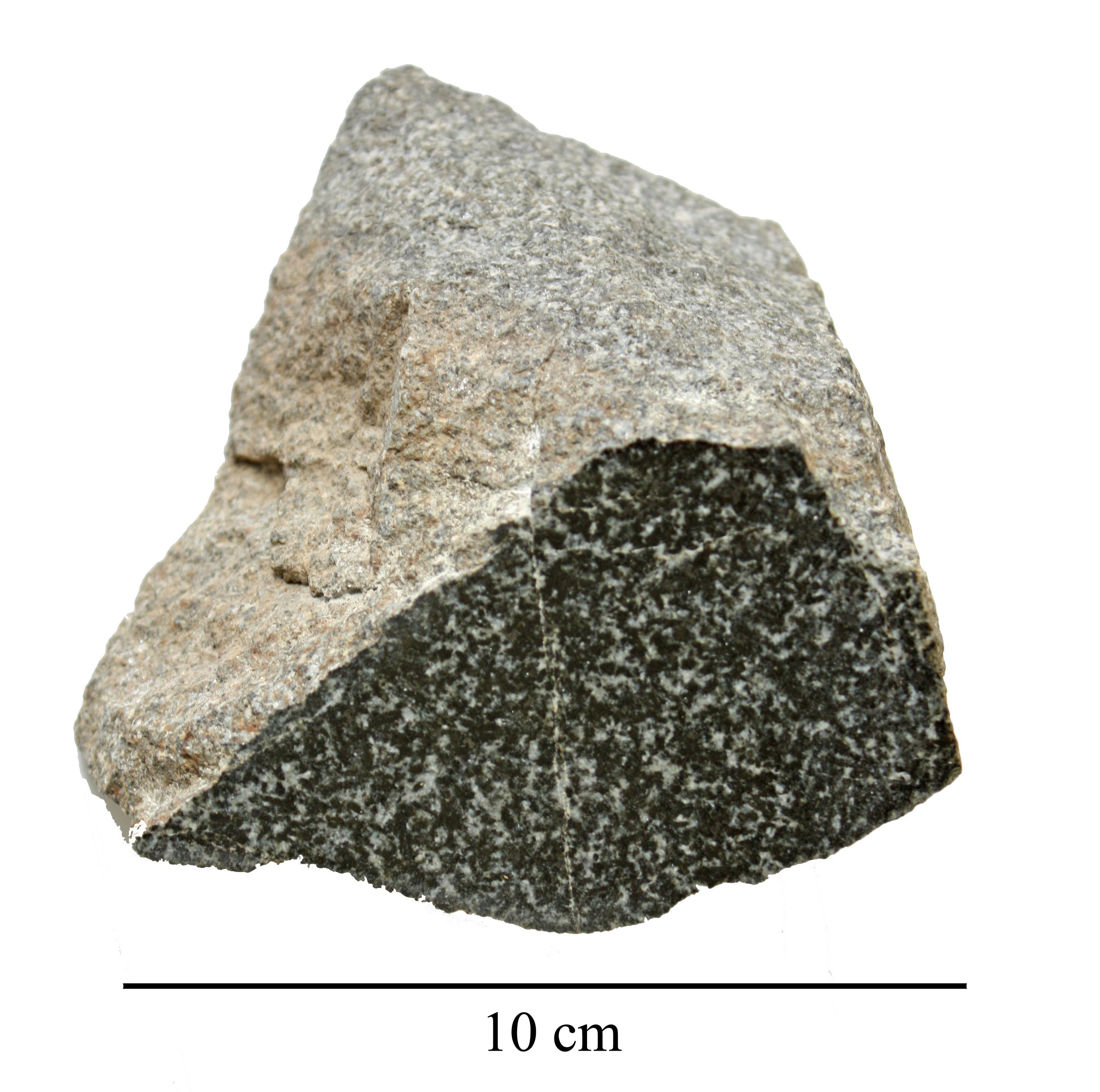
Muestra de diabasa, con una cara pulida.

La diabasa o dolerita, comúnmente conocida como «granito negro» es una roca ígnea intrusiva de granulado fino a medio, con muchos cristales de color gris oscuro o negro. Su composición mineralógica es casi idéntica a la del gabro, pero habiendo superado una situación filoniana o subvolcánica. El nombre diabasa deriva del griego διὰ = a través de βάσις = que sale, para resultar en que sale a través de otra roca.
Se trata de una roca extremadamente dura y resistente, siendo por lo común extraída de la cantera para grava, bajo el nombre de «trampa». Químicamente y según las leyes de los minerales, la diabasa tiene un parecido con el basalto, una roca volcánica, pero es generalmente un poco áspera de textura.
Se encuentra en los filones discordantes, pero más aún en los filones de estratos, probablemente debido al flujo considerable de magma gábrico (de tipo basáltico), que favorece su expansión a lo largo de las superficies subhorizontales de discontinuidad de la roca de la pared. Algunos filones concordantes de diabasa pueden tener un grosor considerable, y pasar a lopolitos, que constituyen, por otro lado, la forma intrusiva, característica de los gabros.
Algunas corrientes de basalto de mayor espesor, en ocasiones tienen la estructura característica de diabasa en sus partes inferiores, debido a unas condiciones de enfriamiento más lentas.

## Estructura
A pesar de que se conocen diabasas con estructura porfídica o microgranular, las diabasas están caracterizadas por su estructura ofítica, que consiste en una mezcla de cristales aplanados de plagioclasa, en cuyos intersticios se encuentra piroxeno monoclínico, de importante tamaño cristalino, que incluyen muchos cristales de plagioclasa con una disposición similar a la estructura pecilítica presentes en otras rocas intrusivas.

## Cristalización
La variedad con la que se presenta la estructura ofítica permite reconstruir los distintos modos de solidificación del magma. La plagioclasa cálcica y el piroxeno monoclínico forman un sistema binario provisto de eutéctica. Si la composición química del magma se acerca a la de la eutéctica, los dos minerales cristalizan al mismo tiempo, y este es el origen de la típica estructura ofítica; la plagioclasa tiende a formar núcleos de cristalización antes que el piroxeno y por lo tanto este último cristaliza un poco más tarde. 
En otros casos, la cristalización de la plagioclasa puede comenzar mucho antes que la del piroxeno, si el magma es más rico en plagioclasa con respecto a la composición de la eutéctica; entonces se observa una doble generación de plagioclasas de diferentes tamaños. Los cristales de plagioclasia incluidos en el piroxeno pueden presentar una isorientación (una orientación en la misma dirección) debido a fenómenos de flujo del magma que ha fluido parcialmente. La presencia o ausencia de olivino en la diabasa puede alterar el orden de cristalización de los dos minerales esenciales.